# Grand Œdicnème
Esacus recurvirostris
Espèce
Statut de conservation UICN

 NT  : Quasi menacé
Le Grand Œdicnème (Esacus recurvirostris) est une espèce de grands oiseaux limicoles du sud de l'Asie de la famille des Burhinidae.

## Description
C'est un grand limicole, d'une longueur de 49-55 cm, avec un bec de 7 cm de long, massif et légèrement recourbé vers le haut. Le dessus est gris-brun et le dessous blanchâtre. La gorge et les sourcils sont blancs, le bec est brun avec une base jaune. Les yeux sont d'un jaune vif (comme chez tous les Œdicnèmes). Les pattes sont verdâtres.
En vol, on remarque une barre alaire bien visible sur le dessus, ainsi que le dessous des ailes blanc. S'il n'y a pas de vrai dimorphisme sexuel, les jeunes sont plus pâles que les adultes.
Mais, comme chez tous les représentants de sa famille, son plumage est remarquablement cryptique lorsque l'oiseau est posé, de sorte qu'il est difficile à repérer.

## Écologie
Il fréquente les bords des cours d'eau et les plages d'Asie du Sud et du Sud-Est; il est plus aquatique que les autres Œdicnèmes. Il nomadise plus qu'il n'effectue de véritables migrations.

## Alimentation
Il se nourrit de crabes, gros insectes, mollusques et de grenouilles.

## Comportement
C'est au crépuscule et dans la nuit qu'il est actif, se rassemblant en petits groupes et poussant un cri caractéristique, sorte de sifflement plaintif (voisin de celui des autres Œdicnèmes).

## Reproduction
A lieu au printemps (de février à juin); très sommaire, le nid n'est qu'un creux gratté dans le sable ou un rocher concave, où 2 œufs sont pondus. Les poussins sont nidifuges.